# Mahmud Terdzsümán

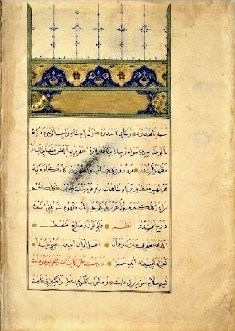
A magyarok története

Mahmud Terdzsümán, születési nevén: Sebold von Pibrach (Bécs, 1510 – Prága, 1575. április 3.) I. Szulejmán oszmán szultán tolmácsa, diplomata, a Tarih-i Üngürüsz (A magyarok története) fordítója.

## Élete
Valószínűleg Jacob von Pibrach bécsi zsidó kereskedő fiaként született Sebold von Pibrach néven. 1529 táján került török rabságba, mely során kapta új nevét, melynek jelentése Tolmács Mahmud. Szerájiskolába járt, ahol iszlám műveltségre tett szert, majd mivel németül és latinul is tudott, I. Szulejmánnak teljesített diplomáciai szolgálatot mint a magyarországi, illetve erdélyi ügyek szakértője. 1558-ban leváltották, s annak érdekében, hogy visszakerüljön a szultán kegyeibe, megkezdte a Tarih-i Üngürüsz című munkáját. Szulejmán 1566-ban meghalt, s az új szultán, II. Szelim visszahelyezte Mahmudot korábbi posztjára. Mahmud egy ideig Velencében raboskodott, majd kiszabadult, és folytatta diplomáciai tevékenységét. Egy prágai kiküldetése során halt meg 1575-ben.